# Barbora Knotková
Barbora Knotková je bývalá československá krasobruslařka a později krasobruslařská trenérka.
Byla členkou klubu Stadión Brno. V současnosti je v klubu TJ Stadión Brno trenérkou.

## Výsledky
| Soutěž                          | 1979 | 1980 | 1981 | 1982 | 1983 |
| ------------------------------- | ---- | ---- | ---- | ---- | ---- |
| Mistrovství ČSR v krasobruslení | 6    | 2    | 3    | 2    | 4    |